# Карл-Ерік Ольсон
Карл-Ерік Ольсон (швед. Carl-Erik Ohlson, 23 вересня 1920 — 24 грудня 2015) — шведський яхтсмен.
Бронзовий призер Олімпійських Ігор 1952 року в класі 5,5 метра.